# Melhus
Melhus és un municipi situat al comtat de Trøndelag, Noruega. Té 16.096 habitants (2016) i té una superfície de 694.66 km².
Melhus fou un territori important en l'època víquing. La ruta europea E06 travessa el municipi de dalt a baix. Al nord del municipi hi ha una entrada del fiord de Trondheim.